# Adalbert von Springer
Adalbert von Springer (* 28. September 1896 in Rzeszów, Polen; † 17. September 1943 in Halle (Saale)) war ein österreichischer Mediziner und Widerstandskämpfer.

## Leben
Adalbert von Springers Vater, Anton von Springer, diente als Generalmajor in der Gemeinsamen Armee Österreich-Ungarns. Springer wuchs in Wien auf, wo er das Schottengymnasium absolvierte. 1914 begann er ein Studium der Medizin an der Universität Wien, das er während des Ersten Weltkrieges unterbrechen musste. Zunächst war er als Einjährigfreiwilliger in der kaiserlichen Armee eingesetzt, war aber schließlich bis Kriegsende Soldat.
Nach dem Krieg beendete er sein Medizinstudium und erhielt 1921 den Doktortitel. Danach war er zunächst im Krankenhaus und später in einem Sanatorium in Baden bei Wien als Allgemeinmediziner tätig. 1935 ließ er sich zudem zum Doktor der Gynäkologie weiterbilden.
Springer war ab 1925 Mitglied der Sozialdemokratischen Arbeiterpartei (SDAP) und zahlte Beiträge für die Rote Hilfe, hegte jedoch in dieser frühen Phase auch Sympathien für die Nationalsozialistische Deutsche Arbeiterpartei (NSDAP). Ende 1933 trat er der in Österreich illegalen Partei bei, allerdings Februar 1937 aus beruflichen Gründen wieder aus. Nach dem „Anschluss Österreichs“ an das Deutsche Reich beantragte er wiederum die Aufnahme in die Partei. Seine Aufnahme wurde zurückgestellt und kurz vor dem Zeitpunkt bewilligt, bevor er verhaftet wurde, so dass eine satzungsgemäße Mitgliedschaft nicht mehr zustande kam. Springer wurde 1939 Reservesoldat der Wehrmacht. 1940 wurde er zum Oberarzt und nur ein Jahr später, zum Stabsarzt befördert.
Dennoch leistete Springer bald Widerstand gegen den Nationalsozialismus. Mit seinem Sold unterstützte er die im Untergrund operierende Kommunistische Partei Österreichs (KPÖ) sowie oppositionelle Ärzte und Intellektuelle. In seiner Wohnung im Wiener Gemeindebezirk Mariahilf kam es immer wieder zu konspirativen Treffen. Ab dem Herbst 1941 war er Mitautor einiger Flugblätter, die er Offizieren und Soldaten der Wehrmacht zukommen ließ. In diesen verurteilte er den Krieg:

„Der Krieg wird dann zu Ende sein, wenn die Wut größer ist als die Angst.“

„Krieg dem Kriege! Es lebe die Freiheit aller Völker! Es lebe der Frieden! Es lebe der internationale Sozialismus!“

Adalbert von Springer wurde am 9. Februar 1943 in Wien verhaftet und nach Halle deportiert. Am 7. Juli 1943 wurde er vom 2. Senat des Reichskriegsgerichtes wegen Kriegsverrat und Wehrkraftzersetzung zum Tod verurteilt und am 17. September 1943 durch Enthaupten hingerichtet.

## Würdigung
Am 29. Dezember 2006 wurde Adalbert Springer posthum das Ehrenzeichen für Verdienste um die Befreiung Österreichs verliehen.